# Station Sucha Wąskotorowa
Station Sucha Wąskotorowa is een spoorwegstation in de Poolse plaats Sucha.